# 阿蘇惟憲
阿蘇 惟憲（あそ これのり）は、室町時代後期から戦国時代にかけての武将。阿蘇氏（阿蘇神社大宮司）。

## 略歴
阿蘇惟忠の子として誕生。
父・惟忠の養子となった阿蘇惟歳及びその子惟家と当主の座を巡って対立。文明16年（1484年）、馬門原の戦いで惟歳父子を打ち破り、南北朝時代から続く阿蘇氏の内部分裂に終止符を打った。